# Cenk Tosun
Cenk Tosun (* 7. Juni 1991 in Wetzlar) ist ein türkisch-deutscher Fußballspieler. Er steht beim türkischen Süper-Ligisten Fenerbahçe Istanbul unter Vertrag. Außerdem ist er ehemaliger deutscher Nachwuchs- und (aktueller) türkischer A-Nationalspieler.

## Karriere
Sein Spitzname während seiner Beşiktaş-Profikarriere lautet „Tosun Pasha“.

### Verein

#### Profianfänge in Frankfurt und Gaziantep
Mit dem Herrenfußball begann Tosun mit 17 Jahren in der Zweitmannschaft von Eintracht Frankfurt (Eintracht Frankfurt II) in der höchsten Amateurspielklasse Deutschlands, indem er für die Frankfurter seit der Regionalliga-Saison 2008/09 zum Einsatz kam. Später folgte sein Profikarriere-Beginn bei der Profimannschaft von Eintracht Frankfurt. Sein Profidebüt gab er im Mai 2010 am letzten Spieltag der Saison 2009/10 in der Bundesliga, als er im Spiel gegen den VfL Wolfsburg in der 75. Minute für Martin Fenin eingewechselt wurde.
In der Winterpause der Spielzeit 2010/11 wechselte Tosun in die Türkei zum Erstligisten Gaziantepspor. Er unterschrieb einen bis Ende Mai 2014 laufenden Vertrag. Dort gab er seinen Einstand am 3. Februar 2011 beim Heimspiel des Viertelfinal-Hinspiels des türkischen Pokals gegen Galatasaray Istanbul und schoss zwei Tore beim 3:2-Sieg seiner Mannschaft, welches später zum Halbfinal-Einzug reichte. Bei seinem Süper-Lig-Tordebüt in seinem dritten Ligaspieleinsatz für die Südostanatolier traf er erneut zweimal beim 4:1-Sieg gegen den amtierenden Meister Bursaspor. In der Folgesaison verpasste Tosun mit den Südostanatoliern die Playoffs der türkischen Ligameisterschaft, woraufhin er mit seiner Mannschaft am Spor-Toto-Pokal 2012 teilnahmen und dort führte Tosun seine Mannschaft mit seinen unter anderem erzielten Toren zum Gruppen- und Turniersieg. In seiner letzten Saison 2013/14 für Gaziantep sorgte er mit 13 Ligatoren zum Klassenverbleib seines Vereins in der Süper Lig.

#### Beşiktaş und Stationen in England

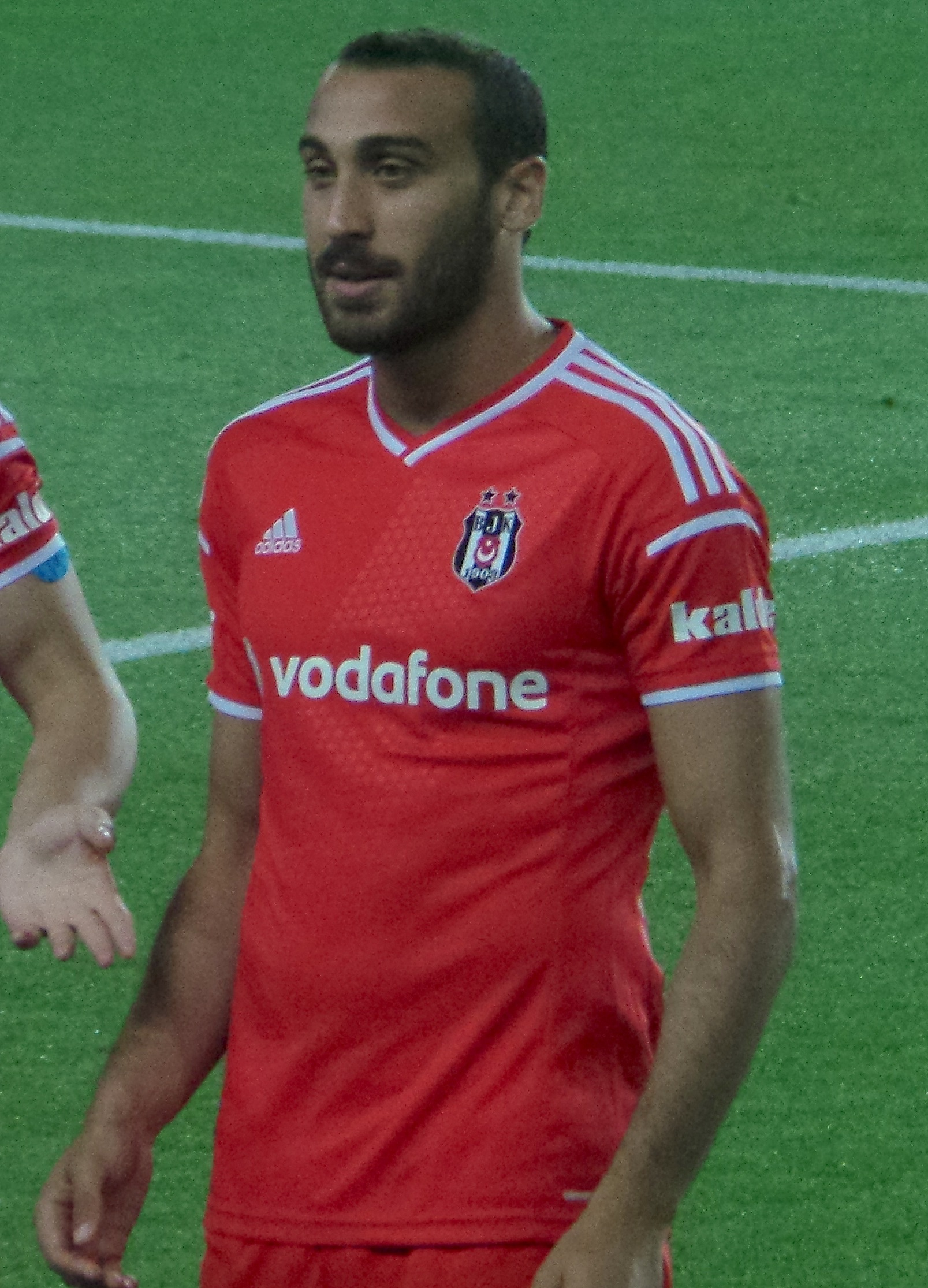
Tosun im roten Ausweichtrikot vom Beşiktaş (2014).

Im Februar 2014 unterschrieb er während der laufenden Saison 2013/14 einen bis Ende Mai 2019 laufenden Vertrag beim Ligakonkurrenten Beşiktaş Istanbul, damit wechselte er nach Vertragsende beim Gaziantepspor zur Saison 2014/15 zu den Istanbulern. Nach den erfolgreichen Meisterschaften der Süper Lig 2015/16 und 2016/17 führte Tosun als offensiver Leistungsträger mit seinen Toren und Torvorlagen seine Mannschaft in der Gruppenphase der UEFA Champions League 2017/18 in einer Gruppe mit FC Porto, RB Leipzig und AS Monaco zum niederlagenfreien Gruppensieg und in die K.-o.-Phase. Damit ging er mit seiner Mannschaft in die Historie als beste türkische Mannschaft in der Gruppenphase der UEFA Champions League ein.
Am 5. Januar 2018 verpflichtete ihn der FC Everton für eine Ablösesumme in Höhe von 22 Millionen Euro, damit wurde er zum Rekordtransfer der Süper-Lig-Historie. Innerhalb der nächsten zwei Jahre absolvierte der Stürmer wettbewerbsübergreifend 51 Partien für die Liverpooler und konnte zehn Tore sowie sechs Assists beisteuern. Im Januar 2020 verlieh Everton Tosun an den Ligakonkurrenten Crystal Palace bis zum Ende der Saison 2019/20. Ein Jahr später verlieh ihn im Januar 2021 der FC Everton erneut bis zum Saisonende aus. Diesmal an seinen ehemaligen Verein und türkischen Meisteraspiranten Beşiktaş Istanbul. Im Laufe der Süper-Lig-Rückrunde 2020/21 erzielte er in drei Meisterschaftseinsätzen drei Tore und galt als wichtiger Bestandteil der Beşiktaş-Offensive. In seinem dritten Meisterschaftseinsatz im April 2021 zog er sich einen Sehnenriss an der rechten Kniescheibe zu und fiel damit für den Rest der Saison und darüber hinaus aus.
Nach Kurzeinsätzen in der Saison 2021/22 und einer weiteren temporären Verletzung wechselte Tosun nach Vertragsende im Juli 2022 erneut zu seinem ehemaligen Verein Beşiktaş Istanbul. Im Juli 2024 wechselte er zu Fenerbahçe Istanbul.

### Nationalmannschaft

#### Deutschland (DFB)
Tosun durchlief zwischen 2006 und 2011 die deutschen Nachwuchsnationalmannschaften von der U-16 bis U-21. Dabei gelang ihm im Mai 2010 beim 4:1-Sieg in der letzten Qualifikationsrunde zur U-19-Europameisterschaft 2010 gegen Polens U-19 innerhalb von 41 Minuten ein Hattrick. Später am 16. November 2010 gab Tosun mit 19 Jahren im Freundschaftsspiel gegen England in Wiesbaden sein Debüt für die deutsche U-21-Nationalmannschaft und erzielte in der 58. Minute sein erstes Tor für die U-21-Auswahl.

#### Türkei (TFF)
Am 25. Februar 2011 wurde bekannt gegeben, dass Tosun künftig für die türkische Nationalmannschaft aufläuft. Im März 2011 stand er im Aufgebot der türkischen A-Nationalmannschaft und war im Heimspiel der EM-Qualifikation am 29. März 2012 gegen Österreich erstmals im Kader, kam aber nicht zum Einsatz. Am 14. November 2011 lief er das erste Mal für die A2-Mannschaft der Türkei im Spiel gegen Norwegen A2 auf. Am 29. Februar 2012 kam er auch das erste Mal in der türkischen U-21 zum Einsatz, als er im Heimspiel gegen die dänische U-21 in der Halbzeit eingewechselt wurde.

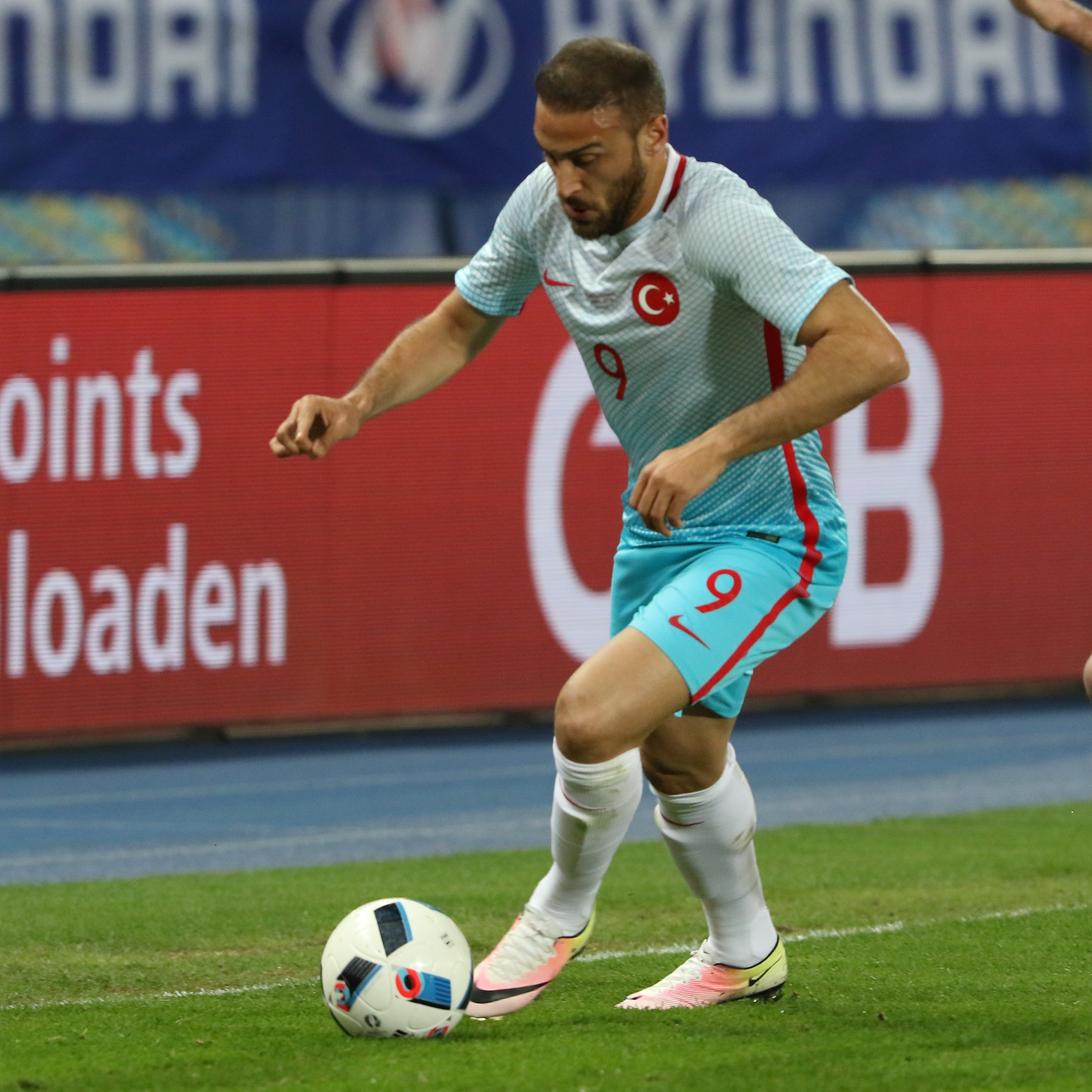
Tosun im Länderspieleinsatz (2016).

Nachdem Tosun mehr als zweieinhalb Jahre nicht mehr für die türkische A-Nationalmannschaft berücksichtigt worden war, berief ihn der türkische Nationaltrainer Fatih Terim für die im Oktober 2013 zu spielenden WM-Qualifikationsspiele gegen die estnische und die niederländische Nationalmannschaft. Bei der Europameisterschaft 2016 in Frankreich wurde Tosun in das türkische Aufgebot aufgenommen. In der Auftaktpartie gegen Kroatien stand er in der Startmannschaft und wurde im Schlussdrittel ausgewechselt. Danach kam er im zweiten Spiel gar nicht und zum Abschluss gegen Tschechien erst in den Schlussminuten zum Einsatz. Das Team kam nicht über die Gruppenphase hinaus.
In der erfolgreichen Europameisterschaftsqualifikation zur UEFA Euro 2020 war er der Top-Torschütze seiner Mannschaft mit fünf erzielten Toren in sechs Qualifikationseinsätzen und trug damit zur direkten Qualifikation am Endturnier der Europameisterschaft bei. Aufgrund seiner Sehnenverletzung im April 2021 aus dem Vereinsligaspielbetrieb wurde er im Juni 2021 für das türkische Europameisterschaftsaufgebot nicht berücksichtigt. Hingegen stand er bei der Fußball-Europameisterschaft 2024 im Aufgebot der Türkei, wurde zweimal eingewechselt und erzielte das Siegtor zum 2:1 im Gruppenspiel gegen Tschechien.

## Erfolge
- Vereine
  - Gaziantepspor
    - Spor-Toto-Pokal-Sieger: 2012

  - Beşiktaş Istanbul
    - 3 × Türkischer Meister: 2015/16, 2016/17, 2020/21[8]
    - 2 × Türkischer Pokalsieger: 2020/21, 2023/24[8]

- Nationalmannschaft
  - Türkische A2-Nationalmannschaft
    - International Challenge Trophy: 2011–2013[27]

## Auszeichnungen, Rekorde etc.
- Beşiktaş Istanbul
  - Europapokalgeschichte: 2016, erzielte das 250. Jubiläumstor von Beşiktaş[28]
  - Beşiktaş Park: 2017, erzielte den ersten Hat-trick des Stadions[29]
  - Transferrekord-Abgang: 2018, fixe Rekordablöse 22 Mio. Euro[30]

- Englische Premier League
  - Spieler des Monats: nominiert für März 2018[31]

- FIFA
  - Top20-Talent Europas (Spieleragenten/Scouts): 2011[32]

- Fußballer des Jahres
  - der Türkei (koop. aus Gillette und Milliyet): 2017[33]

- TFF-Wettbewerbe
  - Süper Lig
    - Erfolgreichster Jokerspieler: 2015/16 mit 5 Toren[34]
    - Mitglied des Klubs der 100er: seit 2023[35] (104 Toren – Stand: August 2024)

  - Türkiye Kupası
    - Torschützenkönig: 2015/16 mit 7 Toren[36]

- UEFA-Wettbewerbe
  - UEFA Europa League
    - Team der Woche: 5. Spielwoche der Gruppenphase 2015/16[37]
    - Spieler der Woche: Sechzehntelfinal-Hinspielwoche 2016/17[38]

  - UEFA Champions League
    - Tor der Woche: 5. Spielwoche der Gruppenphase 2016/17, 1. Spielwoche der Gruppenphase 2017/18[39]
    - Tor der Gruppenphase: 2016/17[40]
    - Tor der Saison: 2016/17[41]

  - Europameisterschaft (Endrunde)
    - Ältester Torschütze der Türkei: 2024 mit 33 Jahren und 19 Tagen[41]

## Kontroverse
Im Oktober 2019 postete Tosun auf der Plattform Instagram ein Mannschaftsfoto der türkischen Nationalmannschaft, das im Rahmen des EM-Qualifikationsspiels gegen Albanien entstanden war. Es zeigte Spieler, die der türkischen Armee, welche gerade eine Militäroffensive in Nordsyrien gestartet hatte, den militärischen Gruß zur Unterstützung widmeten. Ähnliches geschah erneut im Qualifikationsspiel gegen Frankreich am 14. Oktober 2019, woran sich weitere sechs türkische Nationalspieler beteiligten.
Danach leitete die UEFA auf öffentlichen Druck Disziplinaruntersuchungen wegen möglicherweise provokativem politischen Verhalten der Spieler ein. Die UEFA entschied im Dezember 2019. Die Gruß-Handlung der Spieler wurde nicht sanktioniert, aber die Türkische Fußball Föderation (TFF) erhielt dafür eine Rüge.

## Privates
Tosun ist mit Ece Akgürbüz verheiratet, das Paar hat einen Sohn.